# Garry Tallent
Garry Wayne Tallent, spesso accreditato come Garry W. Tallent (Detroit, 27 ottobre 1949), è un bassista e produttore discografico statunitense.

## Biografia
Storico bassista (e fondatore assieme a Vini Lopez, David Sancious, Danny Federici, Clarence Clemons) della E Street Band, accompagna dal 1972 Bruce Springsteen in sala di incisione e in tour.
Inizia da adolescente a suonare la tuba per poi passare a suonare il basso
Nel 1990 si è trasferito a Nashville - Tennessee dove ha aperto gli studi di registrazione Moondog ed ha aiutato a fondare l'etichetta discografica  D'Ville Record Group.
Tallent è stato introdotto come membro della E Street Band nel Rock and Roll Hall of Fame.
Oltre che con Bruce Springsteen ha suonato con numerosi artisti ed ha prodotto numerosi album.

## Discografia

### Con Bruce Springsteen
- 1973 – Greetings from Asbury Park, N.J.
- 1973 – The Wild, the Innocent & the E Street Shuffle
- 1975 – Born to Run
- 1978 – Darkness on the Edge of Town
- 1980 – The River, doppio
- 1984 – Born in the U.S.A.
- 1986 - Live 1975-85 (dal vivo)
- 1987 – Tunnel of Love
- 1995 – Greatest Hits, raccolta con inediti
- 1998 – Tracks, quadruplo, raccolta di inediti
- 1999 – 18 Tracks, raccolta di inediti
- 2001 -  Live in New York city (dal vivo)
- 2002 – The Rising
- 2003 – The Essential Bruce Springsteen,  raccolta con inediti
- 2005 – Devils & Dust
- 2006 – We Shall Overcome - The Seeger Sessions
- 2006 – Hammersmith Odeon London '75 (dal vivo)
- 2007 – Magic
- 2009 – Working on a Dream
- 2009 – Greatest Hits
- 2010 – The Promise, doppio, raccolta di inediti
- 2012 – Wrecking Ball
- 2013 – Collection: 1973 - 2012  raccolta
- 2014 – High Hopes

### Con altri
- Shaver: Jewels the best of (2013)
- Steve Earle: I feel alright (1996)
- Steve Earle Sidetracks (2000)
- Steve Earle: The warner bros yers (2013)
- Jim Lauderdale: Persimmons (1996)
- Jim Lauderdale: Whisper (1998)
- Jim Lauderdale: Onwsrd through it all (1999)
- Jim Lauderdale: The other sessions (2000)
- Jim Lauderdale: Honey songs (2008)
- Jim Lauderdale: Patchwork river (2010)
- The Highwaymen: The essential (2010)
- Steve Allen: Thinline (2010)
- Jim Boyd: Harley high (2009)
- Southside Jhonny: Better days (1991)
- Southside Jhonny: All I want is everything the best of (1993)
- Southside Jhonny: Messin with the blues (2000)
- Southside Jhonny: The new jersey collectin (2009)
- Karen Bolton: The message (2009)
- Stormin Norman: Asbury park then and now (2008)
- Red hawk: At the cross roads (2008)
- Becky K: Alburquerque low (2007)
- Blackhawk Walters: Cowboy up (2007)
- Jimmy Rankin: Edge of day (2007)
- Samuel Wesly: I'm a pretender (2007)
- Wyndi Renee: Makin up for lost dreams (2007)
- Doc Holiday: This is about as country as I'm gonna git (2005)
- Doc Holiday: Rewind (2007)
- Lance Larson: Songs for the soldier (2007)
- Mary Karlzen: The wanderlust siares (2007)
- Robert Earl Keen Jr: A bigger piece of sky (1993)
- Robert Earl Keen Jr: Gringo honeymoon (1994)
- Robert Earl Keen Jr: Know from the times you can't remember (2003)
- Robert Earl Keen Jr: Best (2006)
- Tom Wilson: Dog years (2006)
- Sass Jordan: Get what you give (2006)
- Solomon Burke: Nashville (2006)
- P.F.Sloan: Sailover (2006)
- Marshall Crenshaw: The definitive pop collection (2006)
- Gustavo Santaolalla: Broken mountain (2005)
- Bob Delevante: Colombus and the colossal mistake a collection of songs and photographs
- Skoni: The rhythm flow
- Steve Forbert: Streets of this town (1988)
- Steve Forbert: Mission of the crossroad palms
- Steve Forbert: Live at bottom line (2001)
- Steve Forbert: Any old time (2002)
- Steve Forbert: Rock while I can rock: the geffen years (2003)
- Steve Forbert: Just like there's nothing to it (2003)
- Steve Forbert: Strange names and new sensations
- Cindy Bullens: Dream 29
- Michael DJ Heat Humphery: It's about time (2005)
- Little Steven& the disciples of soul: Men without women (1982)
- Phil Humphery: That was then this is now (2005)
- L.a. Roddick: Soar
- Buddy & Julie Miller: Buddy & Julie Miller (2001)
- Buddy & Julie Miller: Love snuck up (2004)
- Anee Feeney: Union maid (2003)
- The Sibl Project: Songs inspired by literature: chapter one (2002)
- Gigi Dover: Gigi
- Gigi Dover: Unpicked flowers (2002)
- Henry Gross: I'm hearing things (2001)
- Danny Federici: Flemington (1997)
- Danny federici: Danny federici (2001)
- Billy Joe Shaver: The earth rolls on (2001)
- Ian Hunter: You're never alone with a schizophrenic (1979)
- Ian Hunter: Once bitten twice shy (2000)
- Julian Dawson: Spark (1999)
- Kevin Gordon: Cadillac jack's 1 son (1998)
- Randy Scruggs: Crown of jewels (1998)
- Duane Jarvis: Far from perfect (1998)
- Fred Koller: Sweet baby fred (1998)
- The excello legends: Tennessee enb (1998)
- Cheri Knight: The northeast kingdom (1998)
- Scotti Moore: All the king's men (1997)
- Leroy Preston: Country pedigree (1997)
- Bob Woodruff: Desire road (1997)
- The burns sisters: In the world (1997)
- Evan Johns & his h-bombs: Evan Johns & the h-bombs (1986)
- Evan Johns & his h-bombs: Bombs away!
- Evan Johns & his h-bombs: Love is murder (1997)
- Paul Burlinson: Train kept a rollin'(1997)
- Delevantes: Long about that time (1995)
- Delevantes: Postcards from along the way (1997)
- Cliffod Curry: Clifford's blues(1996)
- G.B. Leighton: Come alive (1996)
- Greg Trooper: Everywhere (1992)
- Greg Tropper: Noises in the hallway (1996)
- Henry Gross: Nothing but dreams (1996)
- Sonny Burgess: Sonny burgess (1996)
- Billy Piligram: Bloom (1995)
- Floating men: Invoking Michelangelo (1995)
- Francis Dunnery: Tall blonde helicopter (1995)
- Hoopsnakes: Jump in & hang on (1994)
- Hoopsnakes: Hoopsnakes (1993)
- Hoopsnakes: Ten the hard way (1995)
- Julian Dawson: Travel on (1995)
- Josie Kuhn: Walks with lions (1995)
- Robert Gordon: All for the love of rock'n'roll (1994)
- Billy Lloyd: Set to pop (1994)
- Paul Metsa: Whistling past the graveyeard (1993)
- Julien Clerc: Amours secrets passion publique (1991)
- Emmylou Harris: Brad new dance (1990)
- Usa for Africa: We are the world (1985)
- Gary Us Bonds: Dedication (1981)
- Gary Us Bonds: On the line (1982)
- Waylon Jennings: Wanted the outlaws (1976)

### Partecipazioni in compilation
- No nukes (1980)
- Sounds of Asbury park (1980)
- La bamba (1987)
- Folkways a vision shared a tribute to woody Guthrie & leadbelly (1988)
- Home alone 2 lost in new York (1992)
- For the love of harry: everybody sings nilsson (1995)
- Ring rock deluxe a musical salute to the American truck drivers (1996)
- The concert for the rock and roll hall of fame (1996)
- One step up/two steps back the songs of bruce springsteen (1997)
- Don't worry sings the blues (1998)
- Uprooted the best of roots country singer songwriters (1998)
- Pop music: the moder era 1976 – 1999 (1999)
- Rock train kept a rollin (1999)
- Happy texas (1999)
- Steal this movie (2000)
- A very special Christmas vol 5 (2001)
- From hell to breakfast a taste of sugar hill's te (2002)
- To kate a benefit for kate's sake (2005)
- Born to the Breed: A Tribute to Judy Collins (2008)
- Sugar hill records: a retrospective (2006)
- Halloween a go go (2008)
- 12/12/12: the concert for sandy relief (2013)